# Roccat

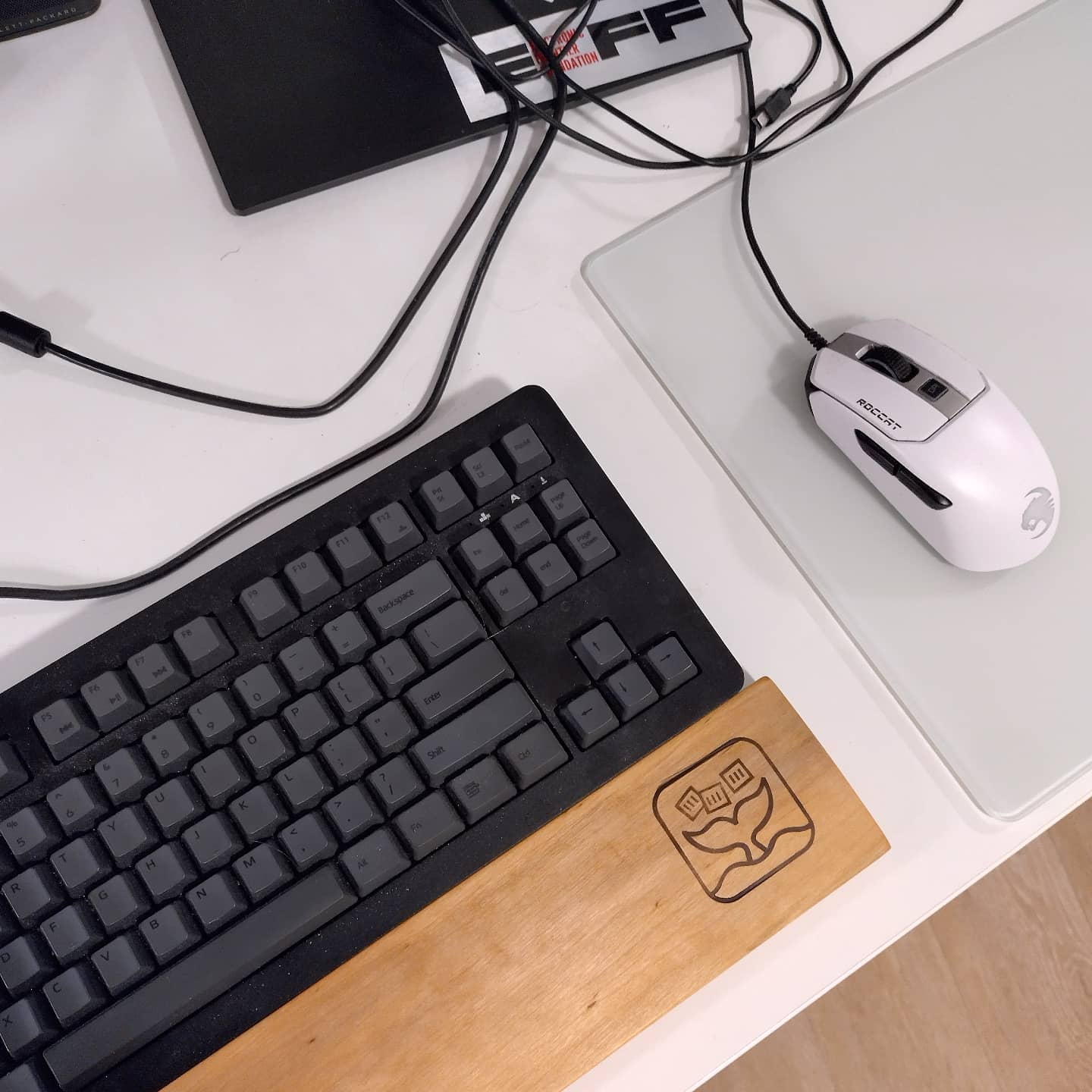
Комп'ютерна клавіатура та миша Roccat

Roccat — німецька компанія, яка виробляє ігрові маніпулятори (миші, клавіатури, килимки для миші, навушники), що розраховані, як на професійних, так і на звичайних геймерів.

## Загальна інформація
Німецька фірма Roccat була заснована в 2007 році в Німеччині. Але, незважаючи на свій несолідний вік, продукція цієї компанії відома серед покупців і користується гарним попитом.
Roccat виробляє все, що необхідно для любителів комп'ютерних ігор: маніпулятори та килимки, клавіатури і миші, а також інші аксесуари.
Продукція Roccat відрізняється доступними цінами, якістю, оригінальними дизайнерськими розробками, своєю функціональністю.
Важлива риса, яка ще додала популярності продукції Roccat у геймерів усього світу — це можливість налаштування кожного пристрою індивідуально, за допомогою спеціально розроблених програм.

## Продукція Roccat
Ігрові миші: Kone XTD, Kone Pure, Lua, Savu, Kova, Pyra, Tyon, Nyth.
Ігрові килимки: Siru, Raivo, Hiro, Alumic, Sense, Sota, Taito.
Ігрові клавіатури: Ryos MK, Ryos MK Glow, Ryos MK Pro, Ryos MK FX, Isku FX, Isku, Arvo.
Ігрові навушники: Renga, Kave XTD 5.1 Digital, Kave XTD 5.1 Analog, Kave 5.1 Surround, Kulo, Vire Mobile Communication.

## Кіберспорт
5 Червня 2013 року, стало відомо, що професійний український гравець по StarCraft II Дмитро «DIMAGA» Філіпчук підписав контракт про співпрацю з виробником ігрового комп'ютерного обладнання ROCCAT.
3 Лютого 2014 року команда ROCCAT анонсувала свого другого гравця StarCraft2 підрозділу. Пару українській супер-зірці DIMAGA склав кореєць HyuN.
У 2014 році ROCCAT Studios оголошує про те, що польська професійна команда Kiedyś Miałem Team (KMT) з дисципліни League of Legends відтепер виступатиме в LCS під прапорами компанії ROCCAT. ROCCAT при цьому забезпечує повну підтримку своєї нової команди, щоб гарантувати високі результати на LCS!